# 鈴代紗弓
鈴代紗弓（日语：／ Suzushiro Sayumi，1998年2月4日—），是日本女性聲優，神奈川縣出身，畢業自日本播音演技研究所，現屬ARTSVISION。

## 出演作品
粗體字為主要角色。

### 電視動畫
2017年
- 偶像大師 SideM（女子）
- Classica Loid 第二季（女性、社員）
- 此花亭奇譚（眷屬二）
- Love Live! Sunshine!! 第二季（女學生）

2018年
- 高分少女（大野晶）
- 搖曳莊的幽奈小姐（少女）
- 茜色少女（學校廣播、松朱子）
- 終將成為妳（芹澤）
- JoJo的奇妙冒險 黃金之風（女孩子1）

2019年
- 荒野的壽飛行隊（琪莉耶）
- 輝夜姬想讓人告白～天才們的戀愛頭腦戰～（白銀圭）
- 巴哈姆特之怒 Manaria Friends（學生A）
- 我們真的學不來！（武元潤香）
- 一拳超人（少年B）
- 在地下城尋求邂逅是否搞錯了什麼II（盧安·埃斯佩爾）
- 普通攻擊是全體二連擊，這樣的媽媽你喜歡嗎？（怀斯）
- Dr.STONE 新石紀（鏟子、粉筆）
- 我們真的學不來！第2期（武元潤香）
- 高分少女II（大野晶、測定機器）
- 美妙射擊部（新田瀨玲奈）

2020年
- 噴嚏大魔王2020（小學生）
- 輝夜姬想讓人告白？～天才們的戀愛頭腦戰～（白銀圭）
- A3！ SEASON SPRING & SUMMER（學生）
- 魔王學院的不適任者～史上最強的魔王始祖，轉生就讀子孫們的學校～（西姆卡·霍拉）
- 魔物娘的醫生（伊莉）
- 科學超電磁砲T（弓箭獵虎）
- 暮蟬悲鳴時 業（同班同學、女子）
- Love Live! 虹咲學園學園偶像同好會
- 萌可魯玩偶貓（阿本姬香）

2021年
- Dr.STONE 新石紀 STONE WARS（鏟子、粉筆）
- 2.43 清陰高中男子排球社（末森荊）
- BLUE REFLECTION RAY/澪（杉浦佳奈）
- 86－不存在的戰區－（可蕾娜·庫克米拉）
- 蠟筆小新（女主角）
- 精靈幻想記（克莉絲汀娜·貝爾托姆）
- 開掛藥師的異世界悠閒生活～到異世界開藥房去～（菲莉絲）
- 暮蟬悲鳴時卒（女子）
- Love Live! Superstar!!
- 關於我轉生變成史萊姆這檔事 第2期（九頭獸）
- 陰晴不定的體操哥哥（田徑社經理）
- 大正處女御伽話（美鳥、策〈9歲〉）

2022年
- 失格紋的最強賢者（琉璃·阿本德羅特）
- 薔薇王的葬列（安）
- 現實主義勇者的王國重建記（珊德莉亚）
- 魔法使黎明期（霍爾特）
- 輝夜姬想讓人告白 －超級浪漫－（白銀圭）
- 女忍者椿的心事（朝顏）
- 派對咖孔明（Cosplayer）
- 女性向遊戲世界對路人角色很不友好（庫拉莉絲）
- Love Live! 虹咲學園學園偶像同好會 第二季
- 歡迎來到實力至上主義的教室 2nd Season（山下沙希）
- 異世界藥局（松本）
- SHINE POST（青天國春）
- 孤獨搖滾！（伊地知虹夏）
- 機動戰士GUNDAM 水星的魔女（蕾妮·科斯塔）
- 書蟲公主（莎拉）

2023年
- 魔王學院的不適任者～史上最強的魔王始祖，轉生就讀子孫們的學校～II（西姆卡·霍拉、蒂蒂）
- 藍色監獄（成早星奈）
- 不相信人類的冒險者們好像要去拯救世界（蕾娜）
- 不要欺負我，長瀞同學 2nd Attack（須之宮）
- 再得一勝！（綾瀨鈴）
- 吸血鬼馬上死（琉璃）
- 輝夜姬想讓人告白-永不結束的初吻-（白銀圭）
- 為美好的世界獻上爆焰！（冬冬菇）
- 女神咖啡廳（鶴河秋水）
- 藍色管弦樂（篠崎、青野一〈幼少期〉）
- Dr.STONE 新石紀 NEW WORLD（粉筆、村民）
- 公司的小小前輩（山岸愛子）
- 不死少女的謀殺鬧劇（阿妮·凱爾貝爾）
- 獻祭公主與獸王（理查德）
- 賽馬娘 Pretty Derby Season 3（里見皇冠）
- 哥布林殺手II（圃人劍士）
- 家裡蹲吸血姬的鬱悶（薇兒海絲）
- 重生者的魔法一定要特別（羅曼蒂卡·埃魯）
- SHY靦腆英雄（LADY BLACK）
- 蠟筆小新（小茜、大姊姊B）

2024年
- 歡迎來到實力至上主義的教室 3rd Season（山下沙希）
- 葬送的芙莉蓮（拉比涅）
- 非自願的不死冒險者（莉娜·盧貝齊）
- 花野井同學與戀愛病（里村紗都美）
- 蔚藍檔案 The Animation（生鹽乃愛）
- 神明渴求著遊戲。（莎琪）
- SHY靦腆英雄 第2期（LADY BLACK）
- 女神咖啡廳 第2期（鶴河秋水）
- 地下城中的人（蓓兒）
- FAIRY TAIL 100 YEARS QUEST（桃華〈白魔導士〉）
- 異世界失格（小玉／瑪蒂達）
- 為何我的世界被遺忘了？（莎琪）
- 擅長逃跑的殿下（亞也子）
- 關於我轉生變成史萊姆這檔事 第3期（九頭獸→九魔羅）
- 多數欠（蛯名光）
- 2.5次元的誘惑（諾諾亞〈乃愛〉）
- 沒能成為魔法師的女孩子的故事（莎莉·安德魯）
- 精靈幻想記2（克莉丝汀娜·贝尔托姆〈回想〉）

2025年
- 我和班上最討厭的女生結婚了。（石倉陽鞠）
- 不幸職業【鑑定士】其實是最強的（烏蘇拉）
- 男女之間存在純友情嗎？（不，不存在！）（犬塚日葵）
- 九龍大眾浪漫（小黑）
- 隨興旅 -That's Journey-（蓮沼曆）
- 正義使者 -我的英雄學院之非法英雄-（由羽）
- 神椿市建設中。（艾莉卡）
- 歡迎光臨流放者食堂！（海莉耶塔）
- 朋友的妹妹只纏著我（小日向彩羽）
- 女騎士成為蠻族新娘（賽拉菲娜·德·拉維蘭特）

2026年
- 相反的你和我（鈴木）
- 厄里斯的聖杯（史嘉蕾·卡斯提奧）
- 午夜的傾心旋律（霧乃依子）
- 我和班上第二可愛的女生成為朋友（天海夕）
- 可以幫忙洗乾淨嗎？（金目綿花奈）

時期未定
- 魔法少女育成計畫restart（夢之島傑若瘋子）
- 29歲單身中堅冒險家的日常（莉露）

### 劇場動畫
2019年
- 劇場版 為美好的世界獻上祝福！紅傳說（冬冬菇）

2020年
- 劇場版 高校艦隊（野際啟子）

2024年
- 劇場總集篇孤獨搖滾！ Re:（伊地知虹夏）
- 劇場總集篇孤獨搖滾！ Re:Re:（伊地知虹夏）

### 廣播劇CD
- 29與JK（夏川真織）
- 朋友的妹妹只纏着我（小日向彩羽）
- 精靈幻想記（克莉絲汀娜·貝爾托姆）

### 游戏
2019年
- 碧藍航線（U-101[47]）

2020年
- 明日方舟（杰克）
- 魔法禁书目录 幻想收束（弓箭獵虎、琉璃·阿本德罗特）
- 东方大炮弹（堀川雷鼓）

2021年
- 蔚藍檔案（生鹽乃愛）
- 時間裝置的默示錄（拉琪亞．菲利茲）

2022年
- 閃耀幻想曲（曼陀羅）
- 超次元游汐 戰機少女 Sisters vs Sisters（真帆、灰女神候補）
- 新楓之谷 未來東京（阿夕亞、阿舒蕾）
- OPUS：龍脈常歌 (菈米亞)

2023年
- 賽馬娘（里見皇冠）
- 无期迷途（琳）
- 原神（綺良良）
- 崩壞：星穹鐵道（寒鴉）
- 超偵探事件簿 霧雨謎宮（小死神[48]）
- 棕色塵埃2（露比雅）
- 七大罪（赫爾）
- 鈴蘭之劍 （麥莎）

2024年
- Fate/Grand Order (安德洛墨达 )
- MementoMori (玫莉亞)

2025年
- 優米雅的鍊金工房 ～追憶之鍊金術士與幻創之地～（薇爾瑪）
- 空之軌跡 the 1st（愛娜·霍頓）

### 有聲漫畫
- 鵺之陰陽師（2023年，周防七咲）

### 語音漫畫
- 夢幻女僕的茶點時光（2023年，春山梓希[49]）

## 獎項
- 2020年：第14屆聲優獎－新人女聲優獎
- 2024年：第18屆聲優獎－歌唱獎（團結Band）

## 外部連結
- 事務所公開簡歷 （页面存档备份，存于）（日語）
- 鈴代紗弓的X（前Twitter）
- 鈴代紗弓的Instagram帳戶